# ぐんまワンデーパス
ぐんまワンデーパス・ぐんまワンデーローカルパスは、東日本旅客鉄道（JR東日本）が発売する特別企画乗車券（トクトクきっぷ）。主に群馬県内の鉄道路線をフリーエリアとして、前者は2022年3月22日より、後者は同年11月9日より発売されている。
本項では、前身の特別企画乗車券にあたる「ぐんまワンデーパス」「ぐんまツーデーパス」、「ぐんまワンデーパスSP」「ぐんまツーデーパスSP」、「ぐんまワンデー世界遺産パス」についても併せて記す。

## 概要
2010年に「ぐんまワンデーパス」（初代）および「ぐんまツーデーパス」が発売され、フリーエリアは群馬県内のJR東日本線のみとなっていた。
2011年から2013年までは「ぐんまワンデーパスSP」および「ぐんまツーデーパスSP」として発売され、フリーエリアも群馬県内の鉄道ほぼ全線および、隣接する栃木県の一部路線に乗車できるようになった。
2014年7月1日より、「富岡製糸場と絹産業遺産群」の世界遺産登録が決定したことを記念して、それまでの「ぐんまワンデーパスSP」をマイナーチェンジする形で「ぐんまワンデー世界遺産パス」として発売されることとなった。フリーエリアは「ぐんまワンデーパスSP」の全エリアに加えて、高崎線の深谷 - 新町間が追加され、埼玉県の一部路線も含まれることとなった。2019年にはバス路線であるジェイアールバス関東志賀草津高原線の一部区間がフリーエリアに追加された。2021年利用分以降はJR線に限り自動改札機を利用できるようになった。
2022年4月利用分より、ジェイアールバス関東碓氷線がフリーエリアに追加され、券名が登場当初の名称である「ぐんまワンデーパス」に変更された。さらに特典として、JR東日本レンタリース指定の営業所で、駅レンタカーSクラスが2000円引きで利用できる「駅レンタカー利用補助券」が追加された。当初は、9月30日までの発売だったが、2023年3月31日に期間が延長された。
2022年11月8日、前橋市・JR東日本高崎支社・ICTまちづくり共通プラットフォーム推進機構による三者連携協定が締結されたことにより、翌11月9日から「ぐんまワンデーローカルパス」が発売された。スマートフォンサイト「GunMaaS」で購入し、チケット画面を係員に提示することで利用する形式のデジタルチケットである。「ぐんまワンデーパス」と概ね効力は共通しているが、新幹線区間がフリーエリアから除外されていること、「駅レンタカー利用補助券」の利用可能日が「ぐんまワンデーパス」と比べて限定されているという差異がある。それに伴い発売額が「ぐんまワンデーパス」よりも低廉に設定された（後述）。
フリーエリア内では、普通列車（快速含む）の普通車自由席に乗車できる。また、東武鉄道を含む特急列車および新幹線は特急券を購入することで乗車でき、さらに指定席への乗車は座席指定券、グリーン車への乗車はグリーン券を購入することで利用可能となる。ただし、わたらせ渓谷鐵道のトロッコ列車では利用することができないため、乗車する区間の乗車券および整理券を別途購入する必要がある。
それぞれのフリーエリアの詳細については、以下に説明する。

## ぐんまワンデーパス・ぐんまワンデーローカルパス
利用期間中の1日間、フリーエリア内の普通列車（快速含む）の普通車自由席が乗り降り自由のきっぷである。
さらに特典として、JR東日本レンタリース指定の営業所で、駅レンタカーSクラスが2000円引きで利用できる「駅レンタカー利用補助券」が付属する。「補助券」の有効期間は、「ぐんまワンデーパス」は本券の有効日の前日・当日・翌日のいずれか1日間、「ぐんまワンデーローカルパス」は利用日当日のみ。
「ぐんまワンデーパス」の2023年版は以下のように設定されている。
- 期間
発売期間：3月22日から2024年3月31日
利用期間：4月1日から2024年3月31日

「ぐんまワンデーローカルパス」は発売期間・利用期間とも2022年11月9日から2024年3月31日までとなっている。
「ぐんまワンデーパス」は購入時に利用日を指定する必要がある。「ぐんまワンデーローカルパス」は購入時に利用日を指定せず、利用当日に旅客がスマートフォンで使用開始操作を行うことで利用可能となる。

### 内容
2023年版のフリーエリアは以下の通り。
- 東日本旅客鉄道
  - 高崎線（深谷 -  高崎間）
  - 八高線（群馬藤岡 - 倉賀野間）
  - 上越線（高崎 - 土合間）
  - 信越本線（高崎 - 横川間）
  - 両毛線（全線）
  - 吾妻線（全線）
  - 上越新幹線（高崎 - 上毛高原間）　※「ぐんまワンデーパス」のみ
  - 北陸新幹線（高崎 - 安中榛名間）　※「ぐんまワンデーパス」のみ

- 東武鉄道
  - 桐生線（全線）
  - 小泉線（全線）
  - 伊勢崎線（川俣 - 伊勢崎間）
  - 佐野線（館林 - 佐野間）

- 上信電鉄（全線）
- 上毛電気鉄道（全線）
- わたらせ渓谷鐵道（桐生 - 沢入間）

- ジェイアールバス関東
  - 志賀草津高原線（長野原草津口駅 - 草津温泉バスターミナル間）
  - 碓氷線（横川 - 軽井沢間）

発売額は以下の通り。
- ぐんまワンデーパス[2][3]
おとな　2,670円
こども　1,330円
- ぐんまワンデーローカルパス[4]
おとな　2,370円
こども　1,180円

## 過去に発売されていた同様の特別企画乗車券

### ぐんまワンデーパス（初代）・ぐんまツーデーパス
2010年6月1日から9月30日までの間、「ぐんまワンデーパス」（初代）および「ぐんまツーデーパス」として発売されていた。「ぐんまワンデーパス」（初代）は1日間、「ぐんまツーデーパス」は連続する2日間有効。

#### 内容
フリーエリアは以下の通りであった。
- 東日本旅客鉄道
  - 高崎線（新町 - 高崎間）
  - 八高線（群馬藤岡 - 倉賀野間）
  - 上越線（高崎 - 土合間）
  - 信越本線（高崎 - 横川間）
  - 両毛線（新前橋 - 桐生間）
  - 吾妻線（全線）
  - 上越新幹線（高崎 - 上毛高原間）
  - 北陸新幹線（高崎 - 安中榛名間）

発売額は以下の通りであった。
- ぐんまワンデーパス（初代）
おとな　1,500円
こども　750円

- ぐんまツーデーパス
おとな　2,800円
こども　1,400円

### ぐんまワンデーパスSP・ぐんまツーデーパスSP
2011年から2013年にかけて、2010年に発売された「ぐんまワンデーパス」（初代）および「ぐんまツーデーパス」をリニューアルする形で発売された。JR線以外の路線もフリーエリアに追加され、群馬県内の鉄道路線ほぼ全線を網羅するようになった。「ぐんまワンデーパスSP」は1日間、「ぐんまツーデーパスSP」は連続する2日間有効。

#### 内容
フリーエリアは以下の通りであった。わたらせ渓谷鐵道については、年ごとにフリーエリアが変わっていた。
- 東日本旅客鉄道
  - 高崎線（新町 - 高崎間）
  - 八高線（群馬藤岡 - 倉賀野間）
  - 上越線（高崎 - 土合間）
  - 信越本線（高崎 - 横川間）
  - 両毛線（全線）
  - 吾妻線（全線）
  - 上越新幹線（高崎 - 上毛高原間）
  - 北陸新幹線（高崎 - 安中榛名間）

- 東武鉄道
  - 桐生線（全線）
  - 小泉線（全線）
  - 伊勢崎線（川俣 - 伊勢崎間）
  - 佐野線（館林 - 佐野間）

- 上信電鉄（全線）
- 上毛電気鉄道（全線）
- わたらせ渓谷鐵道
  - 2011年 - 全線
  - 2012年 - なし（全線フリーエリア外）
  - 2013年 - 桐生 - 沢入間

2013年の発売額は以下の通りであった。
- ぐんまワンデーパスSP
おとな　1,900円
こども　950円

- ぐんまツーデーパスSP
おとな　3,600円
こども　1,800円

### ぐんまワンデー世界遺産パス
2014年から2021年にかけて、それまでの「ぐんまワンデーパスSP」をリニューアルする形で発売された。有効期間は1日間。
発売期間・利用期間の変更が度々あったため、以下に年ごとの発売期間・利用期間を記す。
- 2014年 - 発売期間・利用期間ともに7月1日から12月31日[5]
- 2015年 - 発売期間・利用期間ともに5月1日から12月31日
- 2016年・2017年 - 発売期間・利用期間ともに7月1日から12月31日[12][13]
- 2018年 - 発売期間は6月21日から12月31日[注 12]、利用期間は7月1日から12月31日[14]
- 2019年以降 - 発売期間は3月22日から9月30日、利用期間は4月1日から9月30日[15][16]
  - 2021年分は発売期間・利用期間が2022年3月31日まで延長された[17]。

#### 内容
2021年のフリーエリアは以下の通りであった。
- 東日本旅客鉄道
  - 高崎線（深谷 -  高崎間）
  - 八高線（群馬藤岡 - 倉賀野間）
  - 上越線（高崎 - 土合間）
  - 信越本線（高崎 - 横川間）
  - 両毛線（全線）
  - 吾妻線（全線）
  - 上越新幹線（高崎 - 上毛高原間）
  - 北陸新幹線（高崎 - 安中榛名間）

- 東武鉄道
  - 桐生線（全線）
  - 小泉線（全線）
  - 伊勢崎線（川俣 - 伊勢崎間）
  - 佐野線（館林 - 佐野間）

- 上信電鉄（全線）
- 上毛電気鉄道（全線）
- わたらせ渓谷鐵道（桐生 - 沢入間）

- ジェイアールバス関東志賀草津高原線（長野原草津口駅 - 草津温泉バスターミナル間）[注 13]

発売額は以下の通りであった。
- おとな　2,240円[注 14]
- こども　1,120円[注 15]